# Launde
Launde – wieś w Anglii, w hrabstwie Leicestershire, w dystrykcie Harborough. Leży 21 km na wschód od miasta Leicester i 134 km na północ od Londynu.